# Jocelyn Burdick

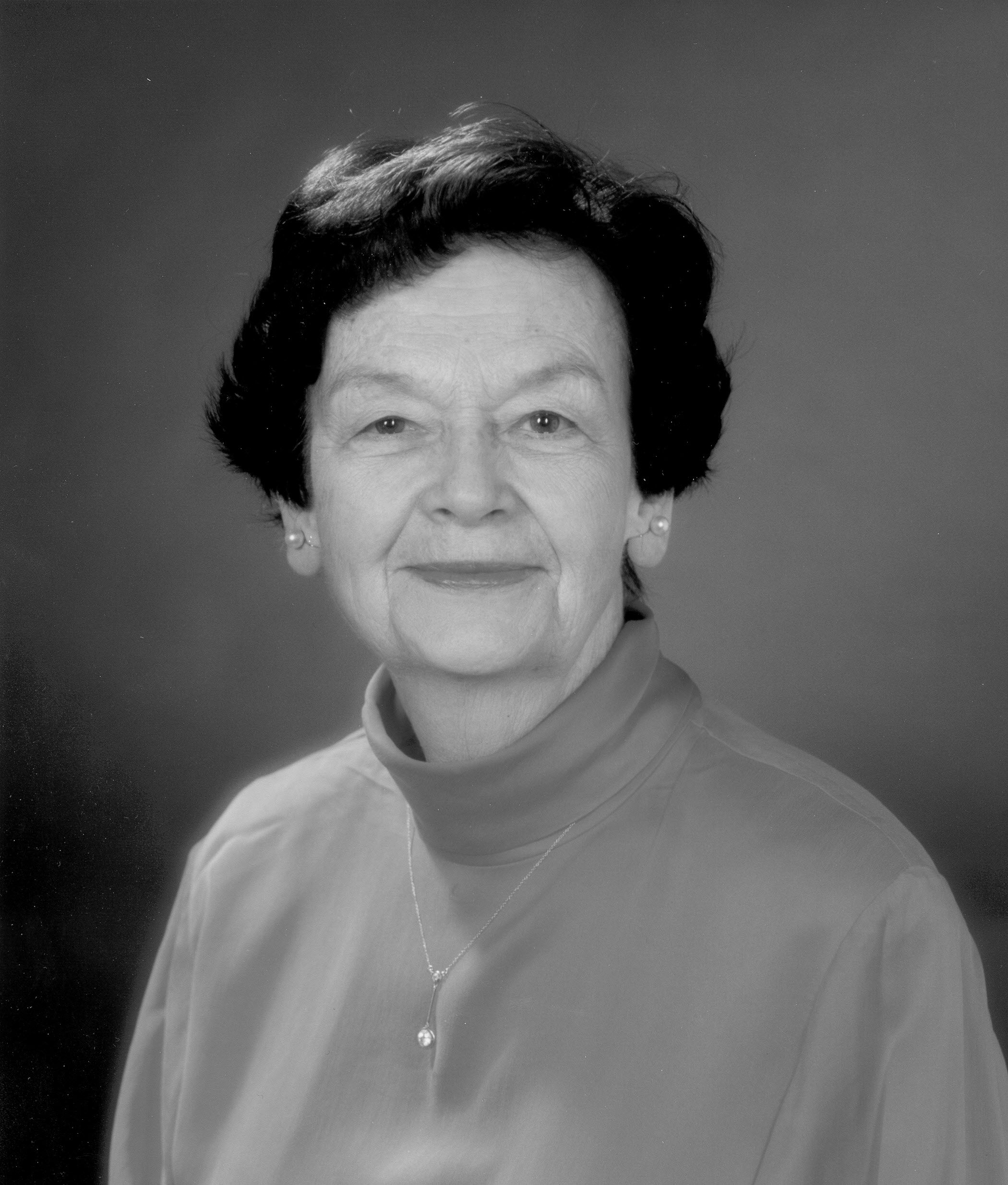
Jocelyn Burdick

Jocelyn Burdick (* 6. Februar 1922 in Fargo, North Dakota; † 26. Dezember 2019 ebenda) war im Jahr 1992 drei Monate lang US-Senatorin für den Bundesstaat North Dakota. In diesem Amt folgte sie kommissarisch ihrem verstorbenen Ehemann Quentin N. Burdick nach.
Nach dem High-School-Abschluss in Fargo setzte Jocelyn Burdick ihre Ausbildung auf dem Principia College in Elsah (Illinois) fort und graduierte schließlich 1943 an der Northwestern University. Danach war sie als Radioansagerin in Moorhead (Minnesota) tätig. Von 1964 bis 1982 war sie jeweils als Mitarbeiterin am Senatswahlkampf ihres Ehemannes beteiligt. Zum Zeitpunkt seines Todes war Quentin Burdick, der den Demokraten North Dakotas (North Dakota Democratic-NPL Party) angehörte, der amtierende Senator mit der drittlängsten Amtszeit nach Strom Thurmond und Robert Byrd.
North Dakotas Gouverneur George Sinner ernannte Jocelyn Burdick nach dem Tod ihres Mannes am 8. September 1992 zu dessen Nachfolgerin. Sie verblieb vom 16. September bis zum 14. Dezember desselben Jahres im Kongress; dann gab sie ihr Mandat an den bei der Nachwahl siegreichen Kent Conrad weiter. Jocelyn Burdick kehrte nach Fargo zurück. Sie war die erste Frau, die North Dakota im Kongress vertrat.